# دياتل (حديبو)

تعديل مصدري - تعديل

دياتل إحدى قرى مديرية حديبو التابعة لمحافظة سقطرى، بلغ تعداد سكانها 72 نسمة حسب تعداد اليمن لعام 2004.